# John Hawkes (színművész)
John Hawkes (született John Marvin Perkins) (Alexandria, Minnesota, 1959. szeptember 11. –) Oscar- és Golden Globe-díjra jelölt amerikai televíziós és filmszínész.
A Winter’s Bone – A hallgatás törvénye (2010)  című amerikai filmdrámában Könnycsepp megformálásáért legjobb férfi mellékszereplő kategóriában jelölték Oscar-díjra. 2012-ben A kezelés című filmdrámában Mark O'Brien költőt játszotta, drámai főszereplőként Golden Globe-jelölést szerezve. Egyéb filmjei közé tartozik az Alkonyattól pirkadatig (1996), a Viharzóna (2000), a Te meg én és minden ismerősünk (2005), az Amerikai gengszter (2007), a Martha Marcy May Marlene (2011), a Lincoln (2012) és a Három óriásplakát Ebbing határában (2017).
Fontosabb televíziós szereplései voltak olyan sorozatokban, mint a Deadwood (2004–2006) és az Egyszer fent,...inkább lent (2009–2013), de számos epizódszerepet is elvállalt.

## Színészi pályafutása
Első filmszerepét az 1985-ben készült "Future-Kill" című filmben játszotta, akkor még John Perkins néven. A film bemutatása után változtatta meg a nevét, mivel már létezett egy ugyanilyen nevű színész.
Hawkes megkapta Greg Penticoff szerepét a 24 filmsorozat 1. évadjában. 11 epizódon keresztül formálta meg Dustin Powers alakját a "Egyszer fent... inkább lent" sorozatban. Az ABC Lost – Eltűntek sikersorozatában Lennon szerepét játszhatta el.
Híres filmszerepei a Te meg én és minden ismerősünk, Viharzóna, Amerikai gengszter, Csuklónyiszálók, A kezelés és Lincoln.
2011-ben Oscar-díjra jelölték a legjobb férfi mellékszereplő kategóriában „Winter’s Bone – A hallgatás törvénye” című filmben mutatott játékáért. Ebben a filmben nyújtott alakításáért több elismerésben is részesült, többek között elnyerte a legjobb férfi színésznek járó díjat a „Screen Actors Guild Award”-on. 2011-ben beválasztották a Texas Film Hírességek Csarnokába.

## Filmográfia

### Film
| Év   | Magyar cím                                 | Eredeti cím                               | Szerep                             | Magyar hang       |
| ---- | ------------------------------------------ | ----------------------------------------- | ---------------------------------- | ----------------- |
| 1985 |                                            | Future-Kill                               | The Light Man (John Perkins néven) |                   |
| 1988 | Holtan érkezett                            | D.O.A.                                    | Sloan                              | Dózsa Zoltán      |
| 1988 | Johnny, a tökéletes                        | Johnny Be Good                            | pizzafutár                         | Szokol Péter      |
| 1988 |                                            | Murder Rap                                | Christopher                        |                   |
| 1988 | Kettőn áll a vásár                         | It Takes Two                              | rabló                              |                   |
| 1988 |                                            | Heartbreak Hotel                          | M.C.                               |                   |
| 1988 | Dakota                                     | Dakota                                    | Rooster                            |                   |
| 1989 | Rosalie vásárolni megy                     | Rosalie Goes Shopping                     | Schnucki Greenspace                |                   |
| 1990 |                                            | Never Leave Nevada                        | Christo                            |                   |
| 1991 |                                            | Scary Movie                               | Warren                             |                   |
| 1993 |                                            | Freaked                                   | Cowboy                             |                   |
| 1993 | Hús és vér                                 | Flesh and Bone                            | Groom                              |                   |
| 1995 | Kongó                                      | Congo                                     | Bob Driscoll                       |                   |
| 1995 | A madárijesztő éjszakája                   | Night of the Scarecrow                    | Danny Thompson                     | Karácsonyi Zoltán |
| 1995 |                                            | Angry Cafe                                | Turtle                             |                   |
| 1996 | Alkonyattól pirkadatig                     | From Dusk Till Dawn                       | Pete Bottoms                       | Halmágyi Sándor   |
| 1996 |                                            | Deep in the Heart                         | Mac                                |                   |
| 1997 | Időszámításom előtt                        | ′Til There Was You                        | Gawayne                            |                   |
| 1997 | Acélzsaru                                  | Steel                                     | rabló                              |                   |
| 1997 | Istent játszva                             | Playing God                               | Flick                              |                   |
| 1998 | Boogie Boy                                 | Boogie Boy                                | T-Bone                             | Földi Tamás       |
| 1998 | Ennivaló a csaj                            | Home Fries                                | Randy                              | Breyer Zoltán     |
| 1998 | Csúcsformában                              | Rush Hour                                 | Stucky                             | Megyeri János     |
| 1998 | Marlowe-rejtély                            | Where’s Marlowe?                          | Earl                               |                   |
| 1998 | Még mindig tudom, mit tettél tavaly nyáron | I Still Know What You Did Last Summer     | Dave                               | Breyer Zoltán     |
| 1999 |                                            | A Slipping-Down Life                      | David Elliot                       |                   |
| 1999 | Állj, vagy jövök!                          | Blue Streak                               | Eddie                              | Albert Gábor      |
| 2000 | Viharzóna                                  | The Perfect Storm                         | Mike 'Bugsy' Moran                 | Mikula Sándor     |
| 2000 |                                            | Sand                                      | Hardy                              |                   |
| 2001 | Aranytartalék                              | Hardball                                  | Ticky Tobin                        | Szokol Péter      |
| 2003 | Azonosság                                  | Identity                                  | Larry                              | Háda János        |
| 2003 |                                            | Harold Buttleman, Daredevil Stuntman      | Harold Buttleman                   |                   |
| 2004 |                                            | Sweet Underground                         | Johnny                             |                   |
| 2005 | Te meg én és minden ismerősünk             | Me and You and Everyone We Know           | Richard Swersey                    | Rába Roland       |
| 2005 |                                            | The Amateurs (The Moguls)                 | Moe                                |                   |
| 2006 | Csuklónyiszálók                            | Wristcutters: A Love Story                | Yan                                |                   |
| 2006 | Miami Vice                                 | Miami Vice                                | Alonzo Stevens                     | Dolmány Attila    |
| 2007 | Amerikai gengszter                         | American Gangster                         | Freddie Spearman                   | Holl Nándor       |
| 2008 |                                            | Miracle at St. Anna                       | Herb Redneck                       |                   |
| 2009 |                                            | S. Darko                                  | Phil                               |                   |
| 2009 |                                            | Earthwork                                 | Stan Herd                          |                   |
| 2010 | Winter’s Bone – A hallgatás törvénye       | Winter’s Bone                             | Könnycsepp                         | Végh Péter        |
| 2010 |                                            | Everything Will Happen Before You Die     | Lane                               |                   |
| 2010 |                                            | Small Town Saturday Night                 | Donnie Carson                      |                   |
| 2010 |                                            | Eve's Necklace                            | William (hangja)                   |                   |
| 2010 |                                            | On Holiday                                | Wild Bill                          |                   |
| 2011 | Martha Marcy May Marlene                   | Martha Marcy May Marlene                  | Patrick                            | Dolmány Attila    |
| 2011 | A hit arca                                 | Higher Ground                             | CW Walker                          | Rosta Sándor      |
| 2011 | Fertőzés                                   | Contagion                                 | Roger                              | Nagypál Gábor     |
| 2012 | A kezelés                                  | The Sessions                              | Mark O'Brien                       | Görög László      |
| 2012 |                                            | Arcadia                                   | Tom                                |                   |
| 2012 | A játékszoba                               | The Playroom                              | Martin Cantwell                    |                   |
| 2012 | Lincoln                                    | Lincoln                                   | Robert Latham ezredes              | Karácsonyi Zoltán |
| 2013 |                                            | The Pardon                                | Finnon "Arkie" Burke               |                   |
| 2013 | Született bűnözők                          | Life of Crime                             | Louis Gara                         | Stohl András      |
| 2014 | A lentnél is lejjebb                       | Low Down                                  | Joe Albany                         | Holl Nándor       |
| 2015 | Szándék nélkül                             | The Driftless Area                        | Shane                              | Kőszegi Ákos      |
| 2015 |                                            | Too Late                                  | Samson                             |                   |
| 2015 | Everest                                    | Everest                                   | Doug Hansen                        | Dolmány Attila    |
| 2017 |                                            | Small Town Crime                          | Mike Kendall                       |                   |
| 2017 | Három óriásplakát Ebbing határában         | Three Billboards Outside Ebbing, Missouri | Charlie                            | Végh Péter        |
| 2018 | Méltatlan a szeretetre                     | Unlovable                                 | Jim                                |                   |
| 2019 | Mogyoróvaj Sólyom                          | The Peanut Butter Falcon                  | Duncan                             | Welker Gábor      |
| 2019 | A szabadság útja                           | End of Sentence                           | Frank Fogle                        |                   |
| 2022 |                                            | Roving Woman                              | Gregory Milloy                     |                   |

Rövidfilmek
- Bar-B-Que Movie (1988) – Jerry
- The Orange Orange (2001) – Romeo
- Welcome (2007) – Bill
- Dark Yellow (2008) – férfi
- Tender as Hellfire (2009) – French
- Path Lights (2009) – Path Lights
- Wasteland (2009) – Daniel
- Resurrection Slope (2013) –	John
- The Sleepy Man (2013) – álmos férfi
- You Will Be Loved (2017) – madármegfigyelő
- Tomahawk (2020) – Ő
- Water and Smoke (2021) – Marvin

### Televízió
| Év        | Magyar cím                    | Eredeti cím                          | Szerep                        | Megjegyzések                                  |
| --------- | ----------------------------- | ------------------------------------ | ----------------------------- | --------------------------------------------- |
| 1991      |                               | Sweet Poison                         | Jimmy                         | tévéfilm                                      |
| 1991      |                               | The Rape of Doctor Willis            | Mateson                       | tévéfilm                                      |
| 1992      |                               | Mann & Machine                       | Tommy Chartraw                | 1 epizód                                      |
| 1992      | Jó zsaru, kisebb hibákkal     | Nails                                | Harvey Cassler                | - tévéfilm - magyar hangja: - Szokol Péter    |
| 1992      | Miért éppen Alaszka?          | Northern Exposure                    | Jason felügyelő               | 1 epizód                                      |
| 1993      | Vadnyugati fejvadász          | The Adventures of Brisco County, Jr. | Montana asszisztense          | 1 epizód                                      |
| 1994      |                               | Wings                                | Mark a pincér                 | 2 epizód                                      |
| 1994      |                               | Roadracers                           | Nixer                         | tévéfilm                                      |
| 1994      |                               | Cool and the Crazy                   | "Crazy"                       | tévéfilm                                      |
| 1994      |                               | Dead Air                             | Morton                        | tévéfilm                                      |
| 1995      |                               | The Marshal                          | Elton Johnson                 | 1 epizód                                      |
| 1995      | Angyali érintés               | Touched by an Angel                  | Mason Cook                    | 1 epizód                                      |
| 1996      |                               | Dangerous Minds                      | Evan                          | 1 epizód                                      |
| 1996      | Az ígéret földje              | Promised Land                        | Jake                          | 1 epizód                                      |
| 1996      | Millennium                    | Millennium                           | Mike Bardale                  | 1 epizód                                      |
| 1997      | Elképesztő övezet             | The Big Easy                         | Bill "Wild Bill"              | 1 epizód                                      |
| 1997      | Pacific Blue                  | Pacific Blue                         | Paul Brent                    | 1 epizód                                      |
| 1997      | Nash Bridges – Trükkös hekus  | Nash Bridges                         | Vaughn Smith                  | 1 epizód                                      |
| 1997      | Vészhelyzet                   | ER                                   | produkciós asszisztens        | 1 epizód                                      |
| 1997      |                               | Profit                               | Dr. Jeremy Batewell           | 1 epizód                                      |
| 1997      |                               | The Naked Truth                      | Duane Baldwin                 | 1 epizód                                      |
| 1998      | Holló – Út a mennyországba    | The Crow: Stairway to Heaven         | Jake Thompson                 | 1 epizód                                      |
| 1998      | Buffy, a vámpírok réme        | Buffy the Vampire Slayer             | George                        | 1 epizód                                      |
| 1998      |                               | Fantasy Island                       | Arnie White                   | 1 epizód                                      |
| 1998      | Pokoli szolgálat              | Brimstone                            | Willy Graver                  | 1 epizód                                      |
| 1999      | A harc törvénye               | Martial Law                          | Jake Simms                    | 1 epizód                                      |
| 1999      | X-akták                       | The X-Files                          | Phillip Padgett               | 1 epizód (Milagro)                            |
| 1999      | A hét mesterlövész            | The Magnificent Seven                | Morris                        | - 1 epizód - magyar hangja: - Halmágyi Sándor |
| 1999      |                               | Nathan Dixon                         | Russell Keach                 | próbaepizód                                   |
| 2000      | Ügyvédek                      | The Practice                         | Stuart Donovan                | 3 epizód                                      |
| 2001      | Halálos hullámhossz           | Strange Frequency                    | dalszerző                     | 1 epizód                                      |
| 2001      | 24                            | 24                                   | Greg Penticoff                | 2 epizód                                      |
| 2002      | Harmadik típusú emberrablások | Taken                                | Marty Erickson                | 5 epizód                                      |
| 2003      | Halálos hullámhossz 2.        | Strange Frequency 2                  | Jared                         | tévéfilm                                      |
| 2004–2006 | Deadwood                      | Deadwood                             | Sol Star                      | 36 epizód                                     |
| 2007      | Nyomtalanul                   | Without a Trace                      | Terry Lee Wicker              | 1 epizód                                      |
| 2007      | CSI: A helyszínelők           | CSI: Crime Scene Investigation       | Terry Lee Wicker              | 1 epizód                                      |
| 2008      | Monk – A flúgos nyomozó       | Monk                                 | Matthew Teeger                | 1 epizód                                      |
| 2009      | Psych – Dilis detektívek      | Psych                                | Rollins                       | 1 epizód                                      |
| 2009–2013 | Egyszer fent,...inkább lent   | Eastbound & Down                     | Dustin Powers                 | 13 epizód                                     |
| 2010      | Lost – Eltűntek               | Lost                                 | Lennon                        | 3 epizód                                      |
| 2012      |                               | Outlaw Country                       | Tarzen Larkin                 | tévéfilm                                      |
| 2014      |                               | How and Why                          | Goodman Hesselman             | próbaepizód                                   |
| 2015      | Amynek áll a világ            | Inside Amy Schumer                   | esküdt                        | 1 epizód                                      |
| 2016      |                               | Dr. Del                              | Del Canyon                    | próbaepizód                                   |
| 2017      |                               | The Legend of Master Legend          | Frank Lafount / Master Legend | próbaepizód                                   |
| 2019      | Deadwood – A film             | Deadwood: The Movie                  | Sol Star                      | tévéfilm                                      |
| 2019      |                               | Too Old to Die Young                 | Viggo Larsen                  | 5 epizód                                      |
| 2021      |                               | Hit-Monkey                           | Eli (hangja)                  | 1 epizód                                      |

## Fordítás
- Ez a szócikk részben vagy egészben  a   John Hawkes (actor) című angol Wikipédia-szócikk fordításán alapul.  Az eredeti cikk szerkesztőit annak laptörténete sorolja fel. Ez a jelzés csupán a megfogalmazás eredetét és a szerzői jogokat jelzi, nem szolgál a cikkben szereplő információk forrásmegjelöléseként.